# Elisabeth-Sophien-Koog
Elisabeth-Sophien-Koog är en kommun och på halvön Nordstrand i Kreis Nordfriesland i förbundslandet Schleswig-Holstein i Tyskland.
Kommunen ingår i kommunalförbundet Amt Nordsee-Treene tillsammans med ytterligare 26 kommuner.